# Tampichthys dichromus
Tampichthys dichromus är en fiskart som först beskrevs av Hubbs och Miller, 1977.  Tampichthys dichromus ingår i släktet Tampichthys och familjen karpfiskar. IUCN kategoriserar arten globalt som sårbar. Inga underarter finns listade i Catalogue of Life.